# Dolichophis
Dolichophis är ett släkte av ormar. Dolichophis ingår i familjen snokar. Släktets medlemmar ingick tidigare i släktet Coluber.
Arterna är med en längd av 150 cm eller lite mer medelstora till stora ormar.
Utbredningsområdet ligger i södra Europa och i Mellanöstern. Habitatet utgörs av torra bergssluttningar med glest fördelad växtlighet och dessutom besöks jordbruksmark. Arterna jagar små däggdjur och ödlor. Honor lägger ägg.
Arter enligt Catalogue of Life:
- Dolichophis caspius
- Dolichophis cypriensis
- Dolichophis gyarosensis
- Dolichophis jugularis
- Dolichophis schmidti